# ایر لینگاس

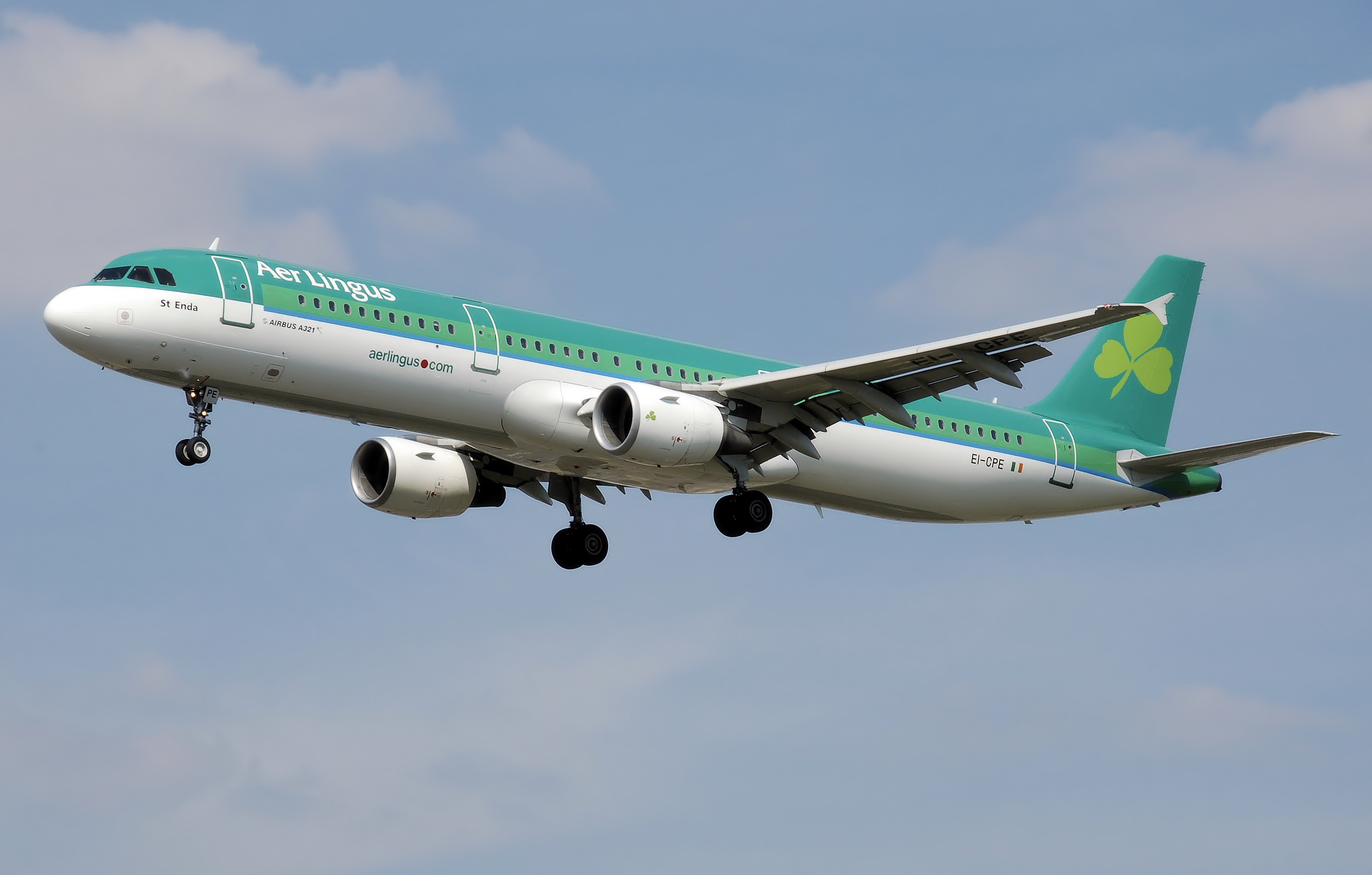
ایرباس ای۳۲۱ متعلق به ایر لینگاس، بر فراز فرودگاه هیترو لندن

ایر لینگاس (به انگلیسی: Aer Lingus) شرکت هواپیمایی حامل پرچم ایرلند است، که در ناوگان خود دارای ۴۸ فروند هواپیمای مسافربری می‌باشد و تنها از هواپیماهای ایرباس استفاده می‌نماید حوزه عملیاتی این شرکت در کشورهای مستقر در اروپا، آفریقای شمالی، ترکیه و ایالات متحده آمریکا متمرکز می‌باشد.
شرکت ایر لینگاس، در سال ۱۹۳۶ راه‌اندازی شد و امروزه به‌عنوان قدیمی‌ترین خط هوایی ایرلند شناخته می‌شود، همچنین پس از شرکت رایان‌ایر دومین شرکت هواپیمایی ایرلند به‌شمار می‌آید.
سهام ایر لینگاس، در بازار بورس لندن و بورس اوراق بهادار ایرلند دادوستد می‌شود. بزرگترین سهام‌داران ایر لینگاس، شرکت رایان‌ایر (۲۹٫۴٪) و دولت ایرلند (۲۵٫۴٪) می‌باشند. دفتر مرکزی این شرکت، در فرودگاه دوبلین، در اسوردز، دوبلین، در جزیره ایرلند مستقر می‌باشد.

## مقصدهای پروازی

### قرارداد نماد مشترک
ایر لینگاس با شرکت‌های هواپیمایی زیر قرارداد نماد مشترک دارد:
- ایر کانادا
- بریتیش ایرویز
- هواپیمایی اتحاد
- فلای‌بی
- جت‌بلو
- کاال‌ام
- یونایتد ایرلاینز
- وست جت